# Eitan Avissar

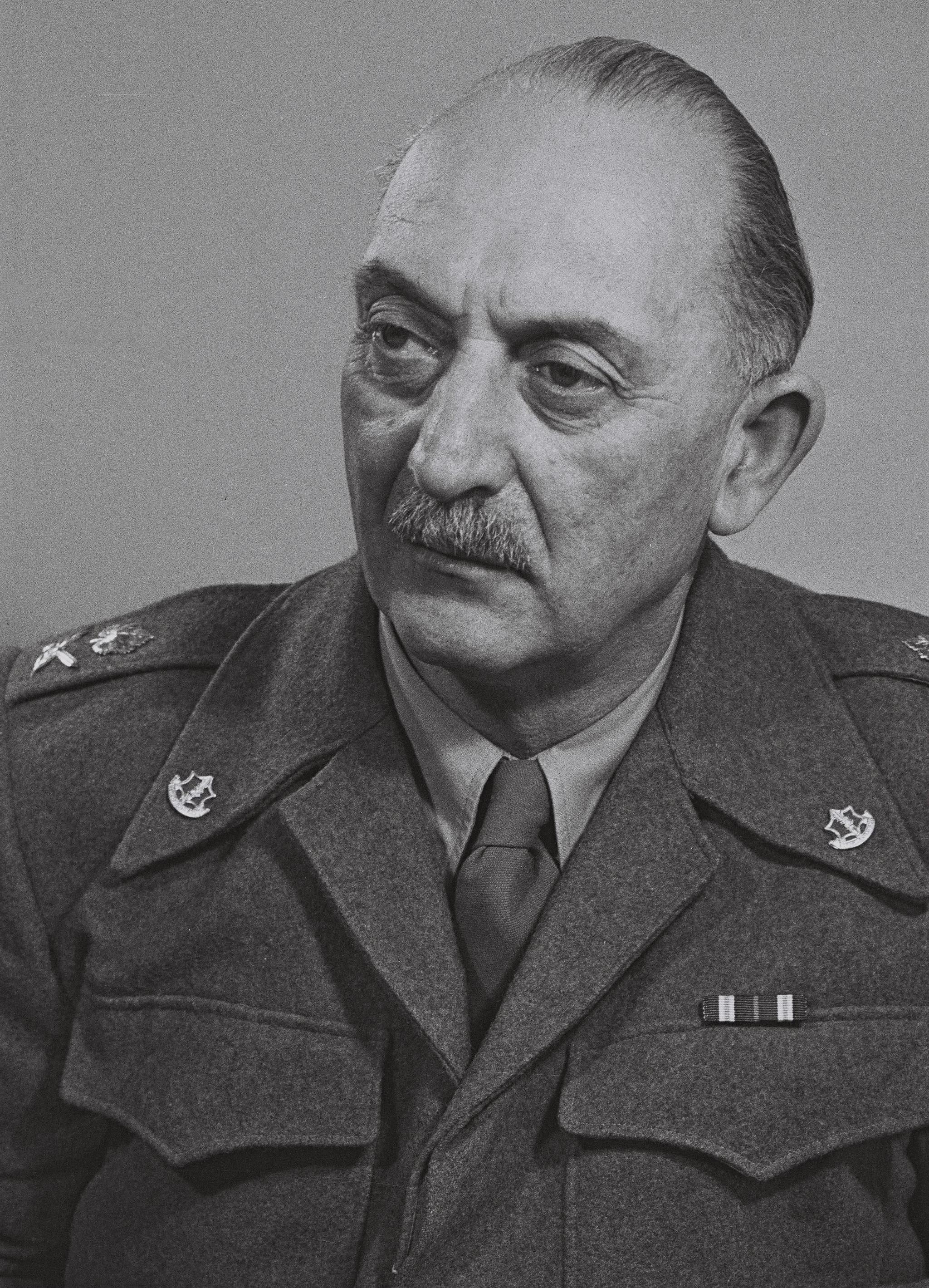
Eitan Avishar (1952)

Eitan Avissar (hebräisch איתן אבישר; geboren als Siegmund Friedmann 19. November 1892 in Sambor, Österreich-Ungarn; gestorben 3. Januar 1964 in Tel Aviv-Jaffa) war ein österreichisch-israelischer Soldat. Mit dem Adelsaufhebungsgesetz in Österreich 1919 verlor er seinen adligen Namen. Im Exil hebraisierte er seinen Namen in Avissar.

## Leben
Siegmund Friedmann war ein Sohn des Berufssoldaten und Oberst Moritz Friedmann (1851–1932) und der Karoline König, sein Vater wurde 1916 als Edler von Friedmann geadelt. Friedmann wurde ebenfalls Berufssoldat und absolvierte 1913 die Theresianische Militärakademie. Im Ersten Weltkrieg war er Oberleutnant. Bei seiner Demobilisierung 1922 wurde er zum Hauptmann a. D. befördert. Friedmann studierte an der Hochschule für Welthandel und arbeitete als Berater in der Industrie und beim Einzelhandelsunternehmen Zwieback in Wien. Friedmann heiratete Sidonia Binzer (1899–1972), sie hatten die Tochter Rita Avisar (1929–2017). Im Jahr 1932 war Friedmann Mitgründer der österreichischen Veteranenorganisation Bund jüdischer Frontsoldaten und wurde 1934 ihr hauptberuflicher Generalsekretär. Von 1935 bis 1940 war er Vorsitzender des Weltbundes Jüdischer Frontsoldaten. Er trat bei österreichischen Heldengedenkfeiern und auch bei internationalen Veteranentreffen auf.
Nach dem Anschluss Österreichs war er bis August 1938 inhaftiert. Er erhielt von den Jewish War Veterans of the USA ein Affidavit für die Einreise in die Vereinigten Staaten. Friedmann hingegen ging in das britisch kontrollierte Völkerbundsmandat für Palästina und wurde 1939 dort unter dem Namen Eitan Avissar Leiter der Planungs- und Organisationsabteilung der zionistischen paramilitärischen Untergrundorganisation Haganah. 1943 war er für kurze Zeit deren stellvertretender Generalstabschef.
Nach der Gründung des Staates Israel 1948 wurde Avissar im Range eines Brigadegenerals der Israelischen Verteidigungsstreitkräfte zum Präsidenten des Obersten Militärgerichtshofes berufen.
Avissar publizierte militärtheoretische Bücher, die er aus dem Deutschen ins Hebräische übersetzen ließ, und schrieb militärjournalistische Artikel für die Zeitung HaBoker.

## Schriften (Auswahl)
- Poliṭiḳah – kalkalah – mivtsaʿim. Übersetzung aus dem Deutschen. Tel-Aviv, 1949
- Hā-ôfensîva ha-estrātegit šel běnôt hab-bĕrît. Tel-Aviv: Ṭversqî, 1949
- 2500 Shenot Taktikah. 1950
- Milhamot Yehudah Makkabi. 1955